# Microregione di Barreiras
Barreiras è una microregione dello Stato di Bahia in Brasile, appartenente alla mesoregione di Extremo Oeste Baiano.

## Comuni
Comprende 7 municipi:
- Baianópolis
- Barreiras
- Catolândia
- Formosa do Rio Preto
- Luís Eduardo Magalhães
- Riachão das Neves
- São Desidério